# Vlaamse Industrieprijs Bosduin
Der Vlaamse Industrieprijs Bosduin war ein belgisches Cyclocrossrennen, das von 1991 bis 2013 Bestand hatte.

## Geschichte
Der in Kalmthout stattfindende Wettbewerb wurde vom Wielerclub Bosduin organisiert und erstmals 1991 als internationales Rennen ausgetragen. Die ersten elf Ausgaben, ebenso wie die von 2003, gehörten zur GvA Trofee. Erstmals 1999 und 2002, dann von 2005 bis 2010 gehörte das Rennen dem UCI-Cyclocross-Weltcup an. Es fand an wechselnden Terminen von Oktober bis Dezember statt. Schauplatz war das Heidegebiet Bosduin am Rande des Industriegebiets südöstlich von Kalmthout in den Kempen.
Zur Saison 2011/2012 wurde Kalmthout im Weltcup-Programm durch den Citadelcross Namur ersetzt, der Vlaamse Industrieprijs bestand zunächst als unabhängiges Rennen weiter. 2014 gaben die Organisatoren das Rennen aufgrund finanzieller Probleme auf.
Rekordsieger bei den Männern ist Sven Nys mit sieben Erfolgen, bei den Frauen gewann Daphny van den Brand achtmal.

## Siegerliste

### Männer
- 1991:  Danny De Bie
- 1992:  Paul Herijgers
- 1993:  Danny De Bie
- 1994:  Paul Herijgers
- 1995:  Peter Willemsens
- 1996:  Adrie van der Poel
- 1997:  Richard Groenendaal
- 1998:  Bart Wellens
- 1999:  Bart Wellens
- 2000:  Sven Nys
- 2001:  Bart Wellens
- 2002:  Richard Groenendaal
- 2003:  Bart Wellens
- 2004:  Sven Nys
- 2005:  Sven Nys
- 2006:  Sven Nys
- 2007:  Zdeněk Štybar
- 2008:  Sven Nys
- 2009:  Sven Nys
- 2010:  Tom Meeusen
- 2011:  Niels Albert
- 2012:  Sven Nys
- 2013:  Kevin Pauwels

### Frauen
- 1999:  Hanka Kupfernagel
- 2000: nicht ausgetragen
- 2001:  Daphny van den Brand
- 2002:  Daphny van den Brand
- 2003:  Daphny van den Brand
- 2004:  Daphny van den Brand
- 2005:  Daphny van den Brand
- 2006:  Hanka Kupfernagel
- 2007:  Daphny van den Brand
- 2008:  Daphny van den Brand
- 2009:  Daphny van den Brand
- 2010:  Katherine Compton
- 2011:  Sanne van Paassen
- 2012:  Sanne Cant
- 2013:  Sanne Cant